# Hanuka

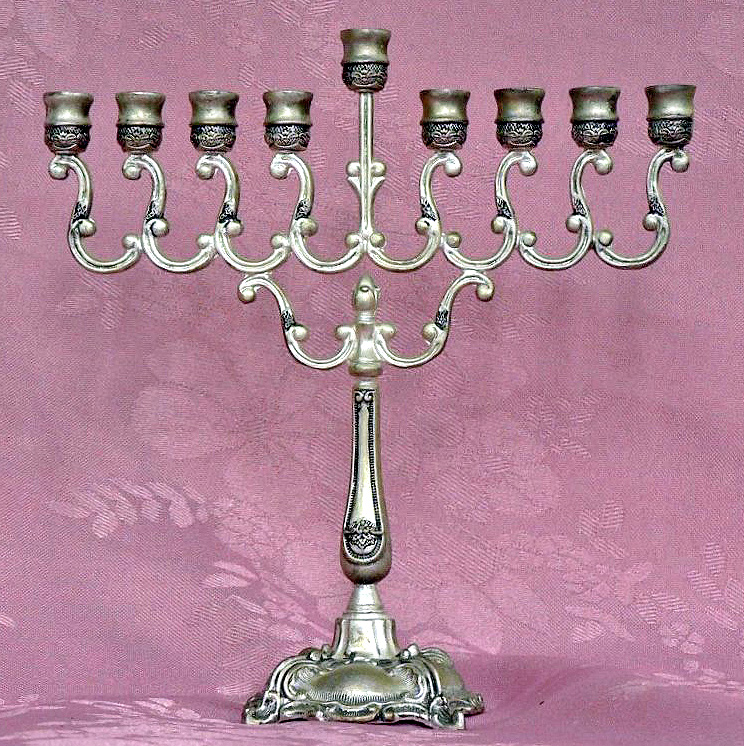
O Hanukie ori Menoră de Hanuka

Hanuka (în ebraică חֲנֻכָּה, în vocalizare Tiberiană: Ḥănukkāh, sau simplu: חנוכה,   adică "Rededicarea", „Inaugurarea” romanizată și ca Hanukah, Hanukkah, Chanuka, ori Chanukah), reprezintă "Sărbătoarea inaugurării" și mai este cunoscută ca Sărbătoarea luminilor (Hag haUrim).
Este o sărbătoare care durează opt zile (25 Kislev - 3 Tevet), comemorând rededicarea Templului din Ierusalim în urma victoriei revoltei conduse de frații Macabei asupra monarhiei seleucide din Siria, care încerca să distrugă religia evreiască și să elenizeze popoarele de sub dominația sa. Principalele evenimente asociate cu Hanuka s-au desfășurat între 165-163 î.e.n., deși lupta armată a Macabeilor împotriva grecilor a continuat încă mulți ani, până când evreii din Ereț Israel și-au dobândit de facto independența. Hanuka este așadar o sărbătoare postbiblică. Este o sărbătoare minoră, în timpul căreia în iudaism munca și alte activități nu sunt interzise. În comunitățile mixte cei care se alătură Festivalului Luminii trebuie să fie în spirit de odihnă în ajunul zilei de Sâmbătă (de erev Șabat) la 5 Candele și în ajunul lunii noi (de erev Roș Hodeș) la 7 Candele, ocazii când luminarea candelelor începe puțin înainte de asfințit.

## Etimologie

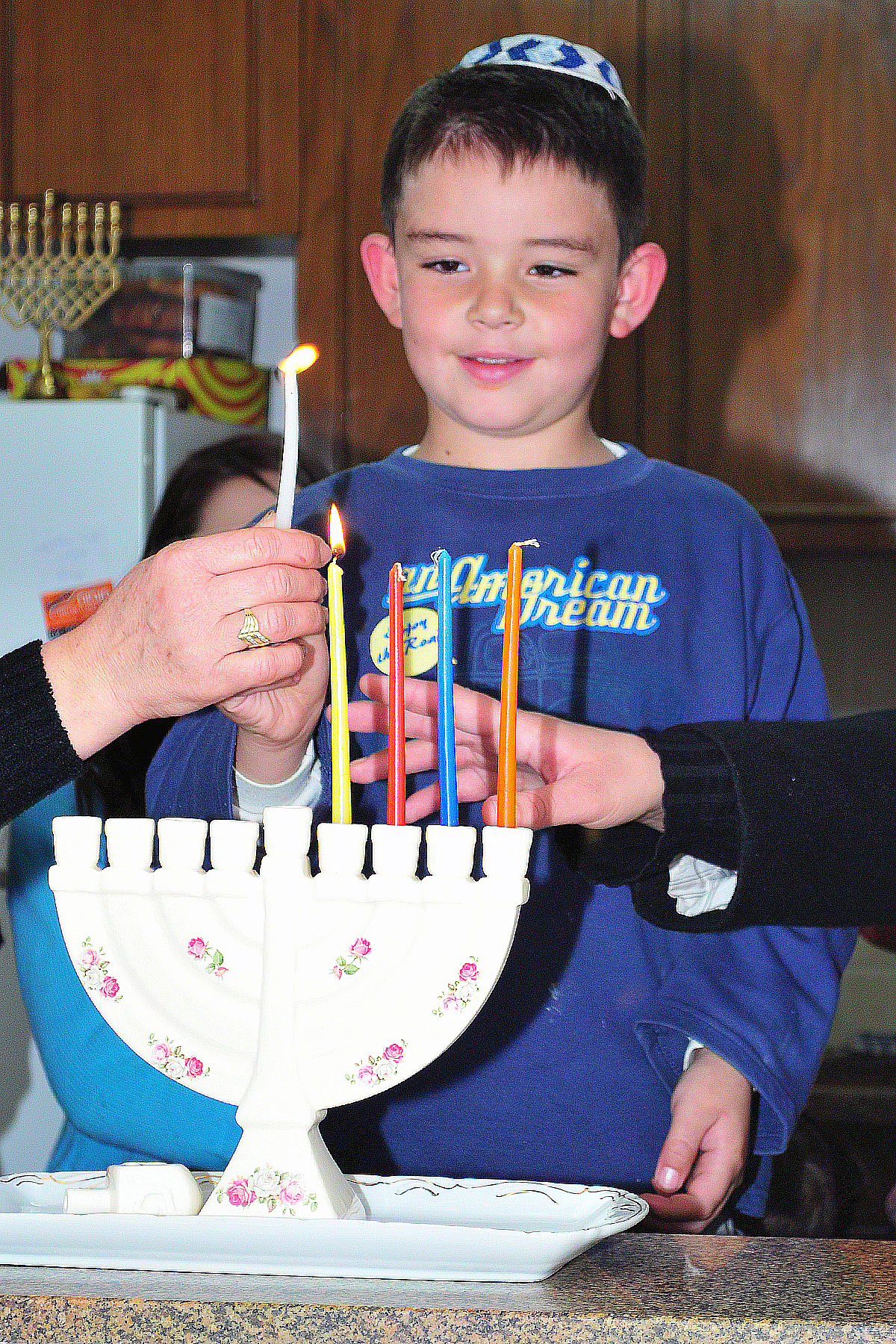
Copil aprinzând candelele (luminile) de Hanuka.

Numele "Hanuka" derivă din verbul ebraic "חנך", care înseamnă "a dedica". Pe Hanuka, evreii au redobândit controlul asupra Ierusalimului și au rededicat Templul.

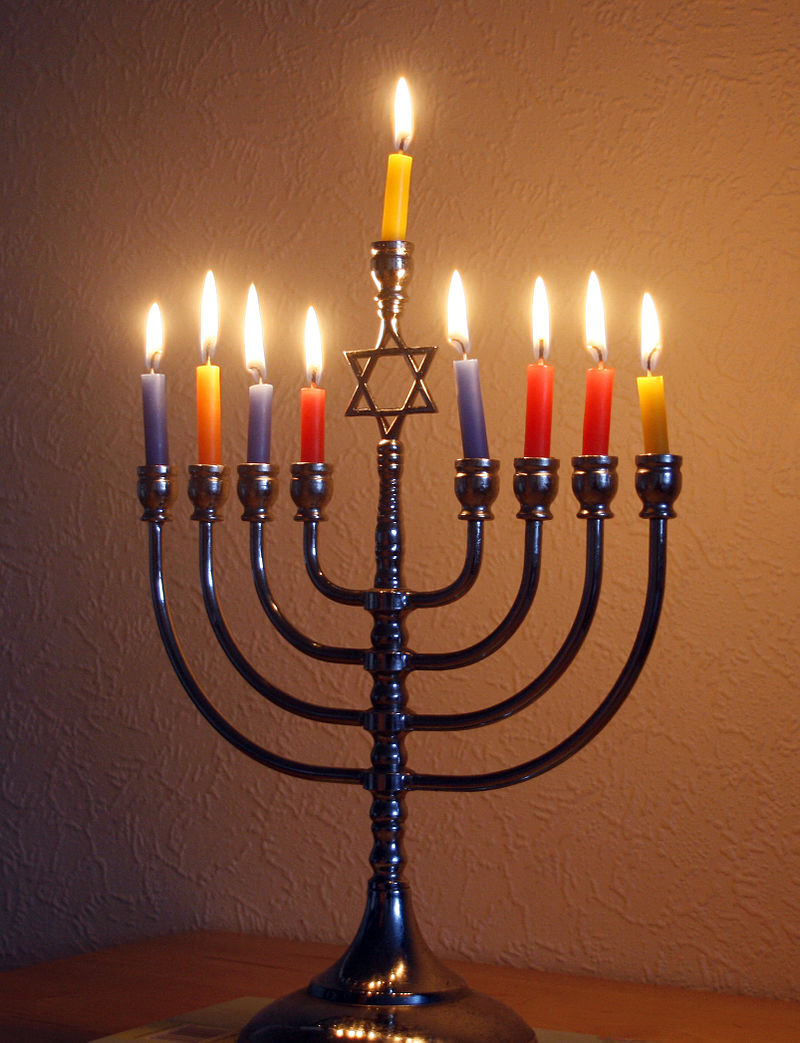
Menoră de Hanuka

### Mișna și Talmud

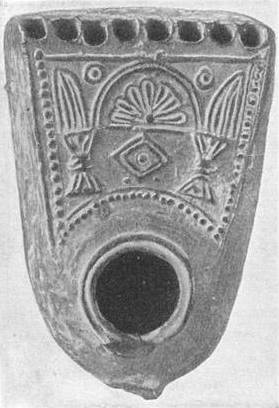
Lampă de Hanuka dezgropată lângă Ierusalim prin 1900

## Obiceiuri

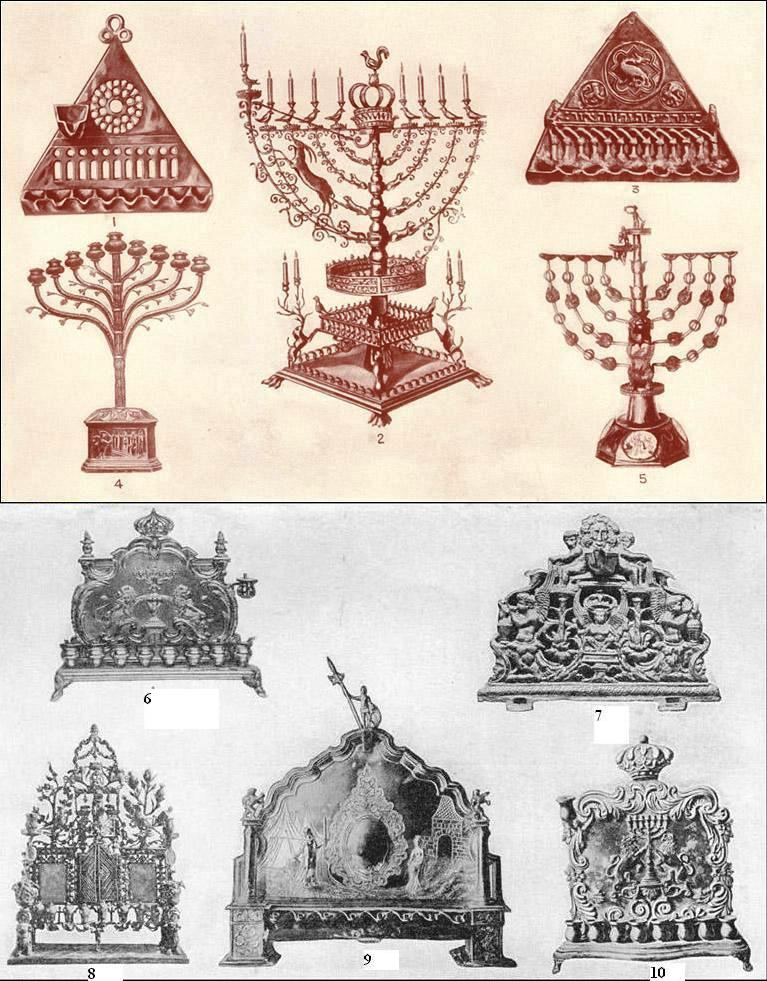
Diverse modele de menore pentru Hanuka (Hanukii).

### Mâncăruri de Hanuka

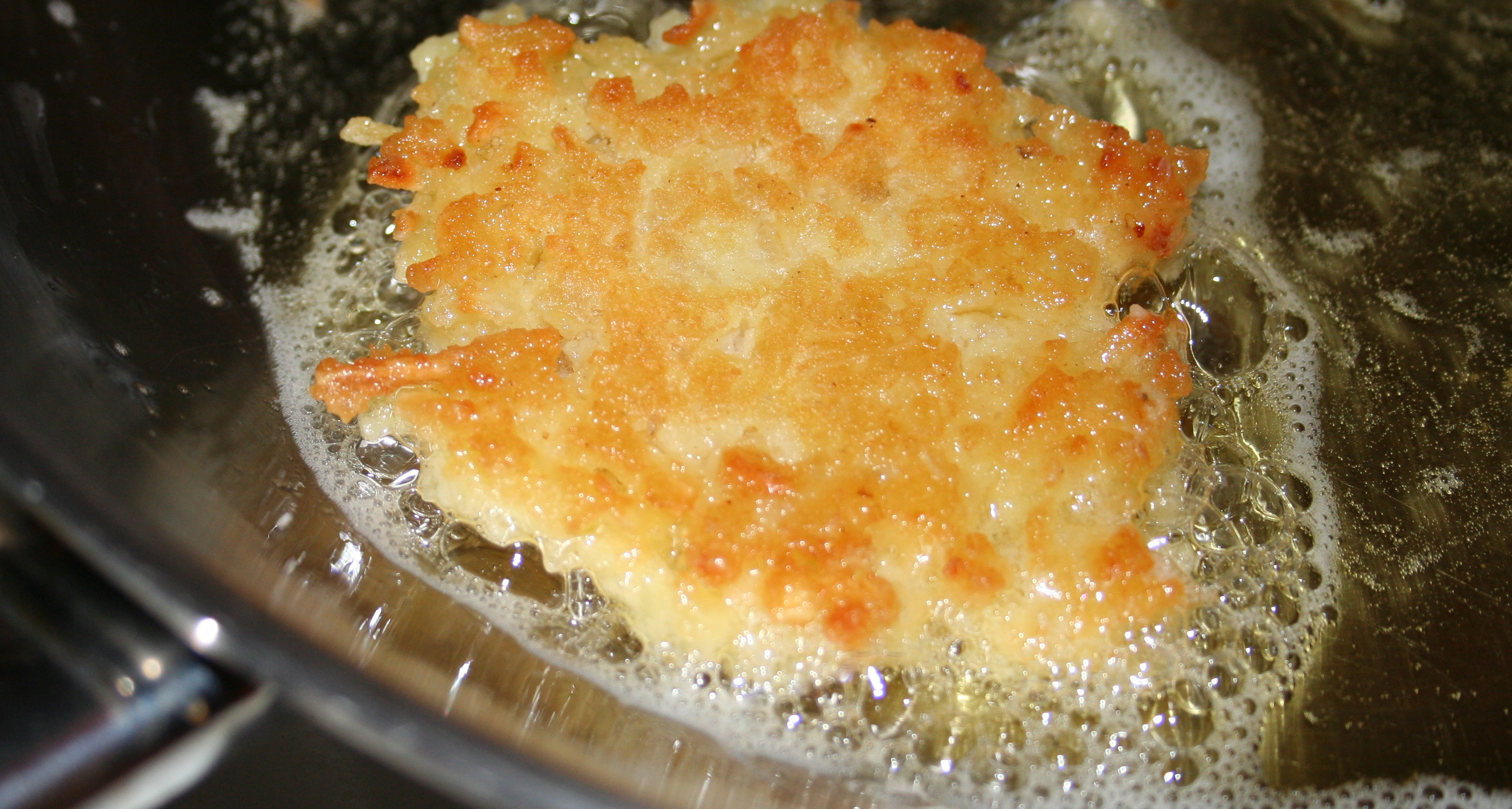
Chifteluțe de cartofi lățite (latche)

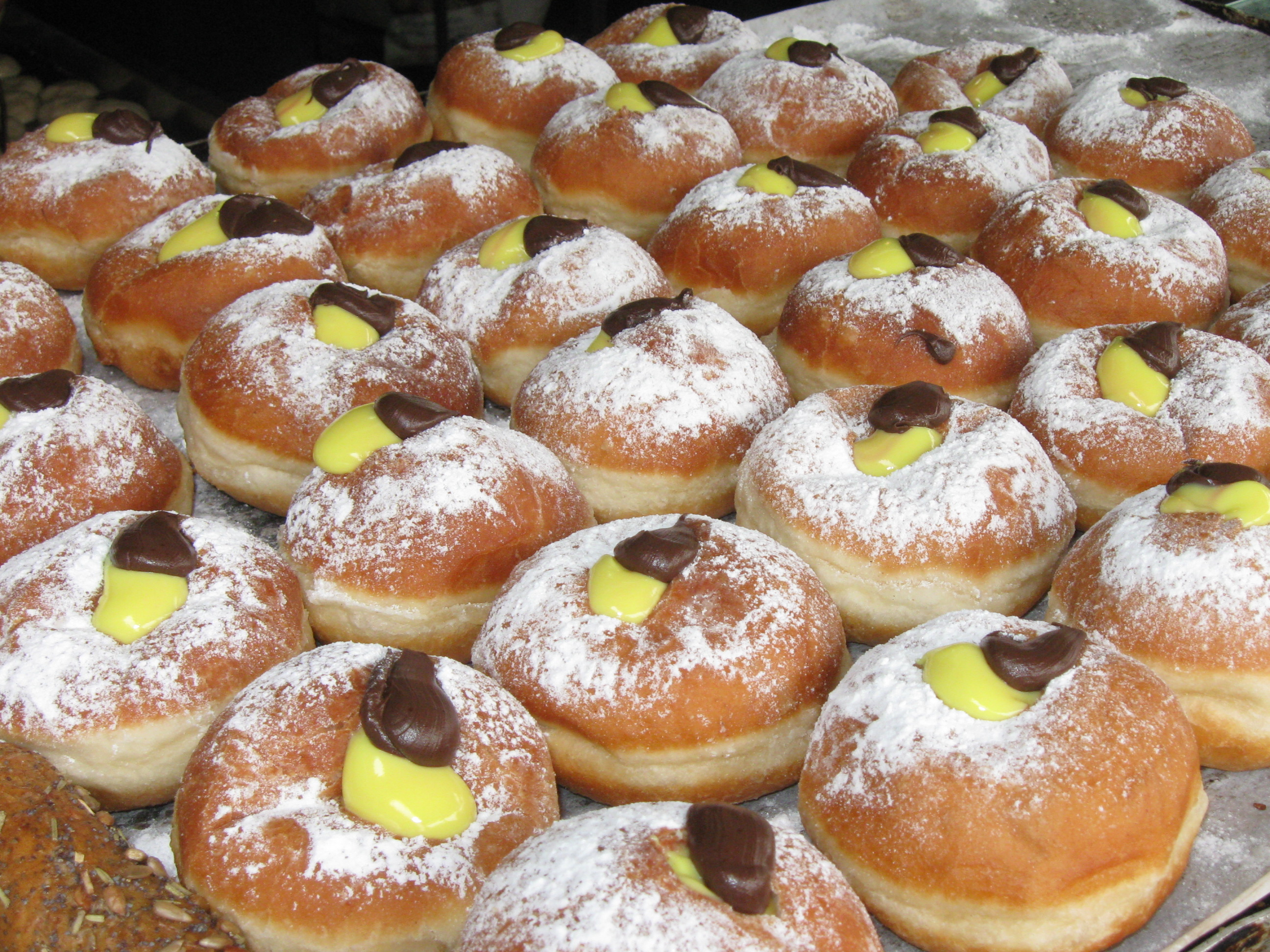
Sufganiyoți / gogoși la o pateserie din Ierusalim

### Alte obiceiuri

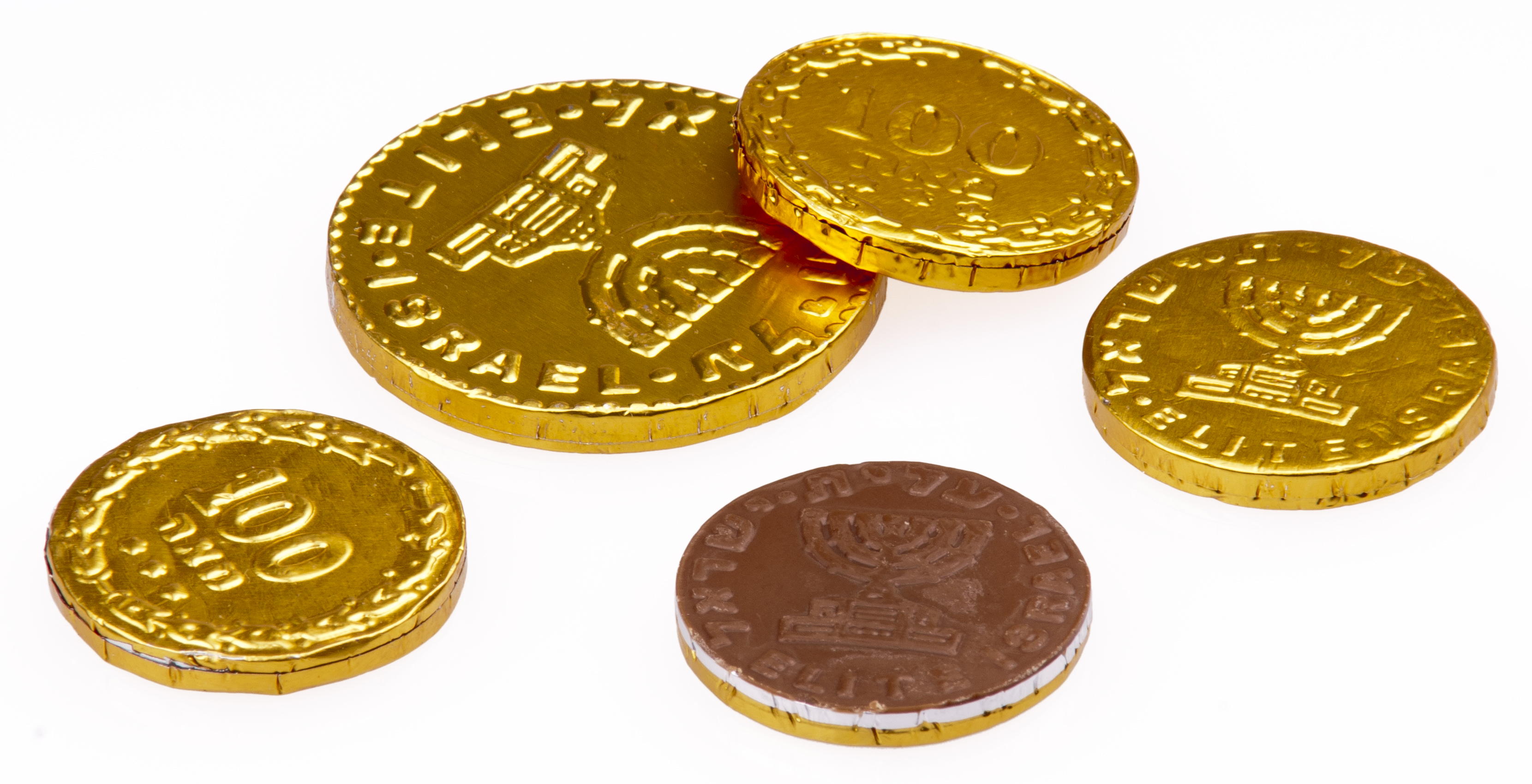
Gelt (bănuți) de ciocolată

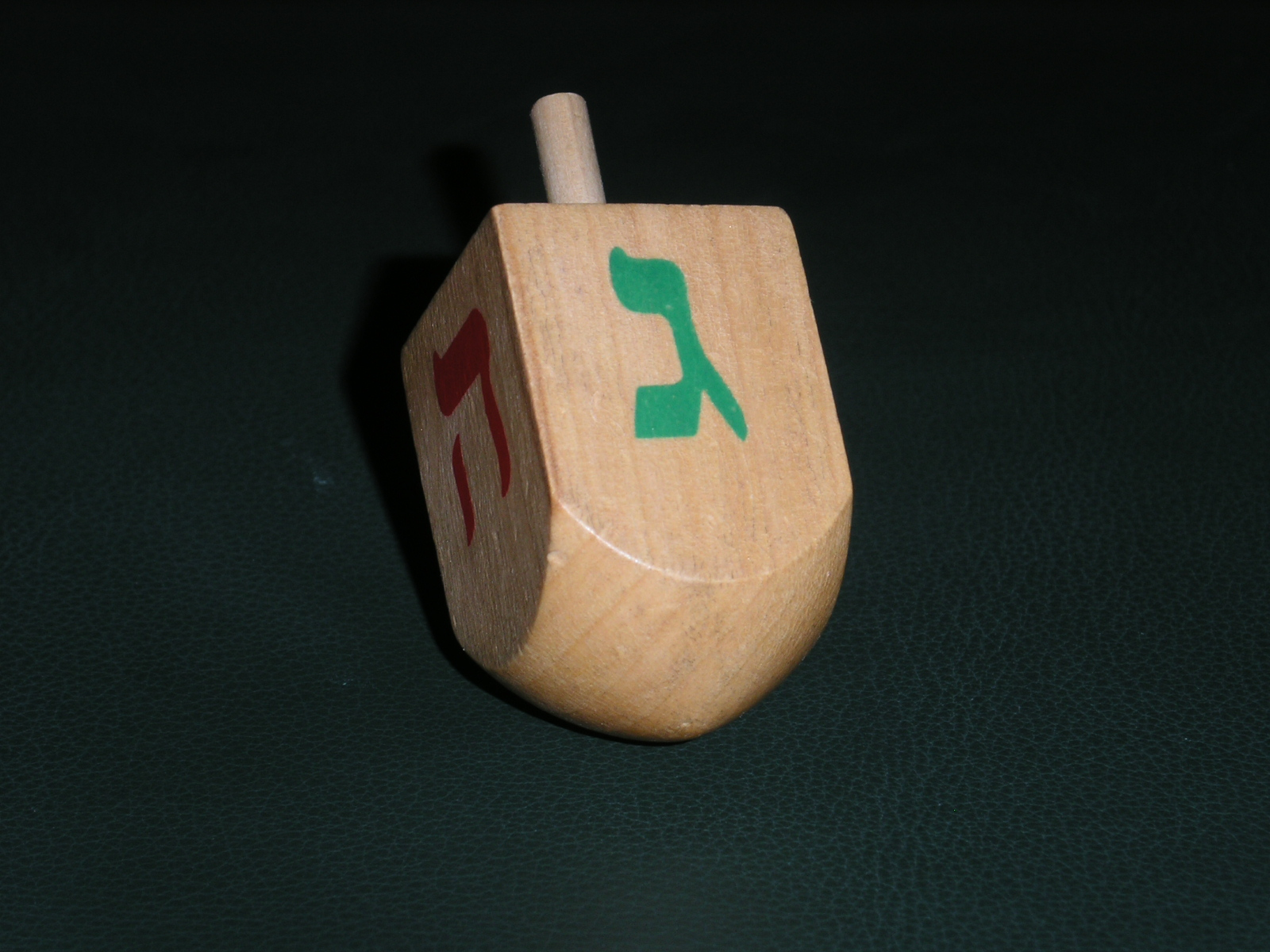
Dreidel cu ghimel față-sus